# Giovani dos Santos (atleta)
Giovani dos Santos (Natércia, 1 de julho de 1981) é um atleta brasileiro, especialista em provas de fundo, meia-maratona e maratona.

## Carreira
Integrou a delegação que disputou os Jogos Pan-Americanos de 2011, em Guadalajara, no México, onde conquistou uma medalha de bronze nos 10000 metros.
Giovani é hexa consecutivo da Volta Internacional da Pampulha, em Belo Horizonte, de 2012 a 2017.
Giovani dos Santos venceu a Meia Maratona Internacional do Rio de Janeiro, disputada no dia 16 de outubro de 2016, com  tempo de 1h04min47seg.
O corredor já havia conquistado a segunda colocação na Maratona Internacional de São Paulo em abril de 2016 com o tempo de 2:17:23, apenas 9 segundo atrás do vencedor, o queniano Paul Kimutai.